# ليبار
ليبار (بالفارسية: لیپار) هي قرية تقع في البلدة المركزية في إيران.